# نهر طوط
نهر طوط ويمسى اليوم نهر أرينة هو نهر يطول ٤٣ م في جزيرة صقلية في إيطاليا.